# 107 mm-es 1910/30 mintájú ágyú
A 107 mm-es 1910/30 mintájú ágyú (oroszul 107-мм пушка образца 1910/30 годов) egy szovjet gyártmányú tábori ágyú volt.
Az ágyú az első világháborús 107 mm-es 1910 mintájú ágyún alapul, melyet eredetileg a francia Schneider et Cie fejlesztett ki az első világháború előtt Oroszország számára. A modernizált változatot 1931-ben rendszeresítették, nagyobb töltényűrrel és hosszabb lövegcsővel rendelkezett, így nagyobb volt a lőtávolsága is. Az 1910/30 löveget az 1930-as évek közepéig gyártották, harctéri bevetésére a második világháború alatt került sor a Munkás-paraszt Vörös Hadsereg által.
A világháború alatt a német Wehrmacht is zsákmányolt a típusból, melyeket később be is vetettek.

## Fejlesztés és gyártás
Az 1920-as évek végétől a Vörös Hadsereg belefogott első világháborús tüzérségi eszközeinek modernizálásába. Ezek közül az egyik a 107 mm-es 1910 mintájú ágyú volt, melyet eredetileg a francia fegyvergyártó cég, a Schneider  tervezett. A modernizációs tervezési munkálatot az Orugyijno-Arszenalnij Treszt (OAT) és a Tüzér Főcsoportfőnökség Tudományos-műszaki Bizottságának tervezőirodája (KB NTK GAU) végezte. A csapatpróbák után úgy határoztak, hogy a KB NTK GAU által tervezett fegyvert rendszeresítik, de az OAT által tervezett kiegyensúlyozó mechanizmusával. Az modernizált fegyvert 1931-ben rendszeresítették 107 mm-es 1910/30 mintájú ágyú jelöléssel.
A továbbfejlesztés a következőket tartalmazta:
- A csövet 10 űrmérethosszal megnövelték és ellátták csőszájfékkel;
- A töltényűrt meghosszabbították;
- Bevezették az osztott lőszer használatát;
- Változtatásokat eszközöltek a csőhelyretolón, a bölcsőn és az emelőmechanizmuson.

A löveget a leningrádi Bolsevik gyárban és a sztálingrádi »Barrikadi« gyárban gyártották nagyjából 1931 és 1935 között. Emellett néhány 1910 mintájú löveget is átépítettek a »Bolsevik« gyárban, a 7-es számú és 13-as számú üzemekben és a kijevi »Krasznoznamennij« gyárban.

## Leírás

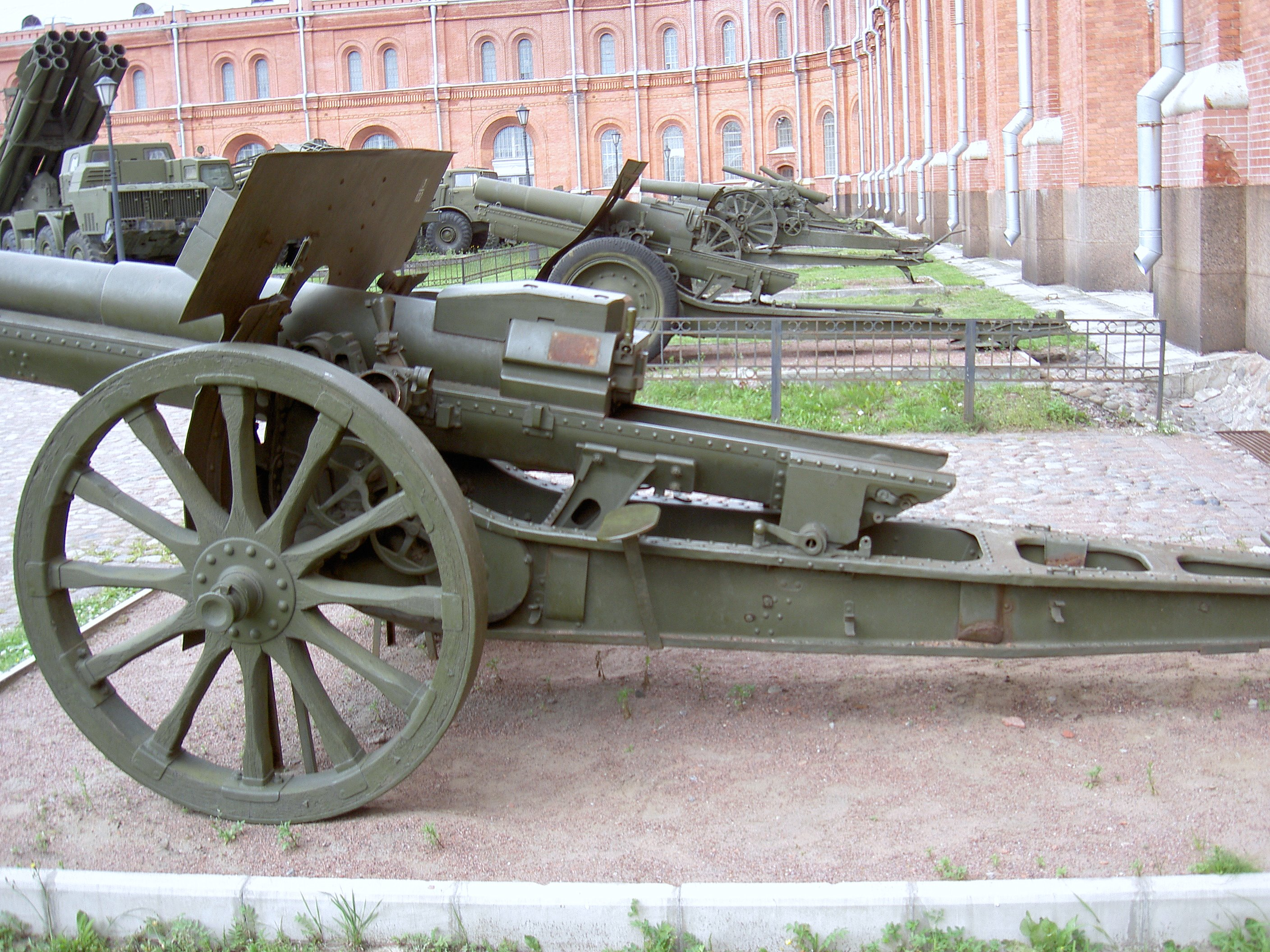
Bal oldali nézet

Az 1910/30 mintájú ágyú csöve hosszabb, mint az eredeti ágyúé, emellett ellátták egy csőszájfékkel is (ennek segítségével 25%-kal csökkent a fegyver visszarúgása); a cső kiegyensúlyozására egy speciális ellensúlyt szereltek a cső másik végére. A lövegzár megszakított menetű csavarzár típusú. A hátrasikló rendszer, amely egy hidraulikus fékből és egy hidropneumatikus helyretolóból állt, egy szánon kapott helyet, amelyet a cső alá helyeztek.
A szekrényes elrendezésű lövegtalp közel azonos az 1910 mintájú ágyúéval. Az ágyút felfüggesztés nélküli faküllős kerekekkel vagy acélkerekekkel látták el, ezek már gumiabronccsal készültek. A faküllős kerekű lövegek vontatási sebessége 6 km/h-ra korlátozódott. Egy nyolc lóból álló fogattal vontatták az ágyút; további hat húzta a lőszerkocsit, amelybe 42 darab lövedék fért.

## Szervezés és alkalmazás

### Vörös Hadsereg
Az 1910/30 mintájú ágyúkat a hadtest-tüzérséghez osztották. 1941-ben a hadtest-tüzérezrednek három változata létezett:
- Két zászlóalj 152 mm-es 1937 mintájú tarackágyúval (ML–20) (24 darab) és egy zászlóalj 107 mm-es ágyúval (12 darab) felszerelve.
- Két zászlóalj ML–20 tarackágyúval (24 darab) és két zászlóalj 122 mm-es löveggel vagy 107 mm-es löveggel (24 darab) felszerelve.
- Három zászlóalj ML–20 tarackágyúval (36 darab) felszerelve.

1941 szeptemberében a Vörös Hadsereg lövész-hadtestjeit feloszlatták, így a hadtest-tüzérség is megszűnt létezni. A 107 mm-es ágyúkat a főparancsnokság tartalék egységeihez osztották 12, 18 vagy 24 löveges ezredekbe, vagy 36 löveges dandárokba szervezve.
Mikor 1943-ban a hadtest szervezeti szintet ismét bevezették, a legtöbb 107 mm-es ágyút újból a hadtest-tüzérség kapta meg. Az új hadtest-tüzérezredek 16-20 darab löveggel rendelkeztek, és a 107 mm-es ágyúk mellé bevezették a 122 mm-es és 152 mm-es tarackokat is.
Sok 107 mm-es ágyút használtak az önálló tüzérezredek a megerősített régiókban, illetve az önálló zászlóaljak és ütegek, melyek a fronthoz és a hadsereghez tartoztak.
Az 1910/30 mintájú lövegeket a Vörös Hadsereg a Halhin-goli csatában is használta, ahol négy darabot elvesztettek. Bevetésre kerültek a téli háborúban (12 darabot a 7. hadsereg, 24 darabot a 8. hadsereg 467. tüzérezrede, 12 darabot a 9. hadsereg 51. tüzérezrede használt) is, veszteségek nélkül.
1941 júniusában a Vörös Hadsereg 828 vagy 863 darab 1910/30 mintájú löveggel rendelkezett (ebből négy a haditengerészeté volt). 474 darab 107 mm-es ágyú kis számú új M–60 típusú löveggel együtt a nyugati katonai körzethez tartozott. Sokat elveszítettek belőle a Nagy Honvédő Háború elején. 1943-ban a Vörös Hadsereg még legalább 490 darab 107 mm-es löveggel rendelkezett, többségük 1910/30 mintájú volt.
Egy túlélő példány a szentpétervári tüzérségi múzeumban van kiállítva.

### Wehramcht
Néhány 1910/30 mintájú ágyú a Wehrmacht hadrendjébe került, ahol tábori és parti tüzérségi eszközként egyaránt használták. Német jelölése a 10,7 cm Kanone 352(r) volt. 1944 márciusában a Wehrmacht tulajdonában 17 darab ilyen löveg volt, mind a keleti fronton.

## Összegzés
A modernizált 1910/30 mintájú ágyúval a Vörös Hadsereg egy viszonylag könnyű, megbízható tüzérségi eszközt kapott megnövelt lőtávolsággal és széles lőszerkínálattal. Másfelől az eredeti fegyver egyes hiányosságait nem tudták orvosolni. Felfüggesztés nélküli kerekei miatt csak alacsony sebességgel lehetett vontatni a löveget. Kicsi, mindössze 6°-os vízszintes tartományban történő irányzása miatt harckocsik ellen korlátozott hatékonysággal bírt, bár páncélátütő képessége figyelemre méltó volt.
Összehasonlításképpen a szabványos német 105 mm-es löveg, a 10,5 cm sK 18 nagyobb lőtávolsággal rendelkezett (19 km, modernizált változatának, a K 18/40-nek már 21 km), oldalirányzása 60°, vontatási sebessége pedig akár 40 km/h volt. Emellett azonban súlya nagyobb, nagyjából hat tonna volt.
1940-ben a Vörös Hadsereg rendszeresített egy sokkal modernebb 107 mm-es löveget, az M–60-at. Annak ellenére, hogy eredetileg egy hadosztálylövegnek szánták, a lövészhadosztályok soha nem alkalmazták; 1943-tól főleg az újból bevezetett hadtest-tüzérség használta. Azonban nem sokkal a háború kitörése után az M–60 gyártását leállították. 1943-ban egy újabb 107 mm-es löveget, a 9SZ-1 jelűt fejlesztették ki, viszont rendszeresítésre nem került, így az 1910/30 mintájú löveg maradt az utolsó nagy mennyiségben gyártott 107 mm-es löveg a Vörös Hadsereg arzenáljában.

## Rendszeresített lőszertípusok
A löveghez osztott lőszereket és kétfajta töltetet - teljes és csökkentett - használtak. A teljes töltetet csak a csőszájfék eltávolítása után vagy régi nagy rombolóerejű, srapnel és füst lövedékekkel használhatták.
Az OF–420 típusú lövedék repeszhatású gyújtóval 6-14 méteres körzetben a célpontok 90%-át, 20-42 méteres körzetben pedig 50%-át pusztíthatta el. Nagy rombolóerejű gyújtóval a lövedék 1-1,5 méter átmérőjű, 40-60 centiméter mély krátert ütött átlagos keménységű talajba.
A srapnel lövedék több, mint 600 golyót tartalmazott, melyek 800 méter hosszú és 45-50 méter széles körzetben szóródtak szét.
| Elérhető lőszertípusok                   |         |             |                |                            |                 |
| Típus                                    | Modell  | Súly, kg    | Töltetsúly, kg | Csőtorkolati sebesség, m/s | Lőtávolság, m   |
| Páncéltörő lövedékek                     |         |             |                |                            |                 |
| APCBC                                    | B–420   | 18,71       | 0,44           | 655                        | 3000            |
| Nagy rombolóereű és repesz lövedékek     |         |             |                |                            |                 |
| Repesz-romboló, nagy hatótávolságú, acél | OF–420  | 17,2        | 2,15           | 670                        | 16 130          |
| Repesz-romboló                           | OF–420U | 17,4        | 2,01           | 670                        | 16 130          |
| Nagy rombolóerejű                        | F–420U  | 16,54       | 1,8            | 581 (csökkentett töltet)   | 14 150          |
| Nagy rombolóerejű, régi                  | F–422L  | 16,41       | 1,56           | 580 (csökkentett töltet)   | 11 220          |
| Nagy rombolóerejű, régi                  | F–422K  | 16,41       | 1,54           | 580 (csökkentett töltet)   | 11 220          |
| Nagy rombolóerejű, régi                  | F–422M  | 16,41       | 1,7            | 580 (csökkentett töltet)   | 11 220          |
| Srapnel lövedékek                        |         |             |                |                            |                 |
| Srapnel with 45 mp.es csővel             | S–422   | 16,54-17,25 | 0,44           | 579 (csökkentett töltet)   | 9400            |
| Srapnel T–6 csővel                       | S–422T  | 16,44       | 0,44           | 579 (csökkentett töltet)   | 10 700          |
| Füst töltetek                            |         |             |                |                            |                 |
| Füst                                     | D–422U  | 16,73       | 0,32/1,76      | 580 (csökkentett töltet)   | 11 220          |
| Gyújtó töltetek                          |         |             |                |                            |                 |
| Gyújtó T–6 / T–7 csővel                  | Z–420   | 17,2        | 0,035/1,6      | 670                        | 10 800 (15 000) |
| Gyújtó T–6 / T–7 csővel                  | Z–420   | 16,37       | 0,035/1,6      | 680                        | 10 180 (15 260) |
| Vegyi töltetek                           |         |             |                |                            |                 |
| Vegyi-repesz                             | OH–420  | 17,2        |                | 670                        | 16 130          |
| Vegyi                                    | HSZ–420 | 16,9        |                | 670                        | 16 130          |
| Vegyi                                    | HN–422  | 16,4        |                | 580 (csökkentett töltet)   | 11 220          |
| Vegyi                                    | HSZ–422 | 16,4        | 0,35/1,7       | 580 (csökkentett töltet)   | 11 220          |

| Páncélátütési táblázat |                             |                             |
| B–420 APCBC lövedék |                             |                             |
| Távolság, m | 60°-os becsapódási szög, mm | 90°-os becsapódási szög, mm |
| 100 | 95                          | 117                         |
| 250 | 93                          | 115                         |
| 500 | 90                          | 111                         |
| 750 | 87                          | 107                         |
| 1000 | 84                          | 103                         |
| 1500 | 78                          | 95                          |
| 2000 | 72                          | 89                          |
| 2500 | 67                          | 82                          |
| 3000 | 62                          | 76                          |
| Ezek az adatok szovjet páncélátütési mérésekből származnak (75%-os páncélátütési valószínűség). Közvetlenül nem összehasonlítandók a hasonló típusú nyugati eszközök adataival. |                             |                             |

## Fordítás
Ez a szócikk részben vagy egészben  a(z)   107 mm gun M1910/30 című angol Wikipédia-szócikk ezen változatának fordításán alapul.  Az eredeti cikk szerkesztőit annak laptörténete sorolja fel. Ez a jelzés csupán a megfogalmazás eredetét és a szerzői jogokat jelzi, nem szolgál a cikkben szereplő információk forrásmegjelöléseként.